# Löberitz
Löberitz is een plaats en voormalige gemeente in de Duitse deelstaat Saksen-Anhalt, en maakt deel uit van de Landkreis Anhalt-Bitterfeld.

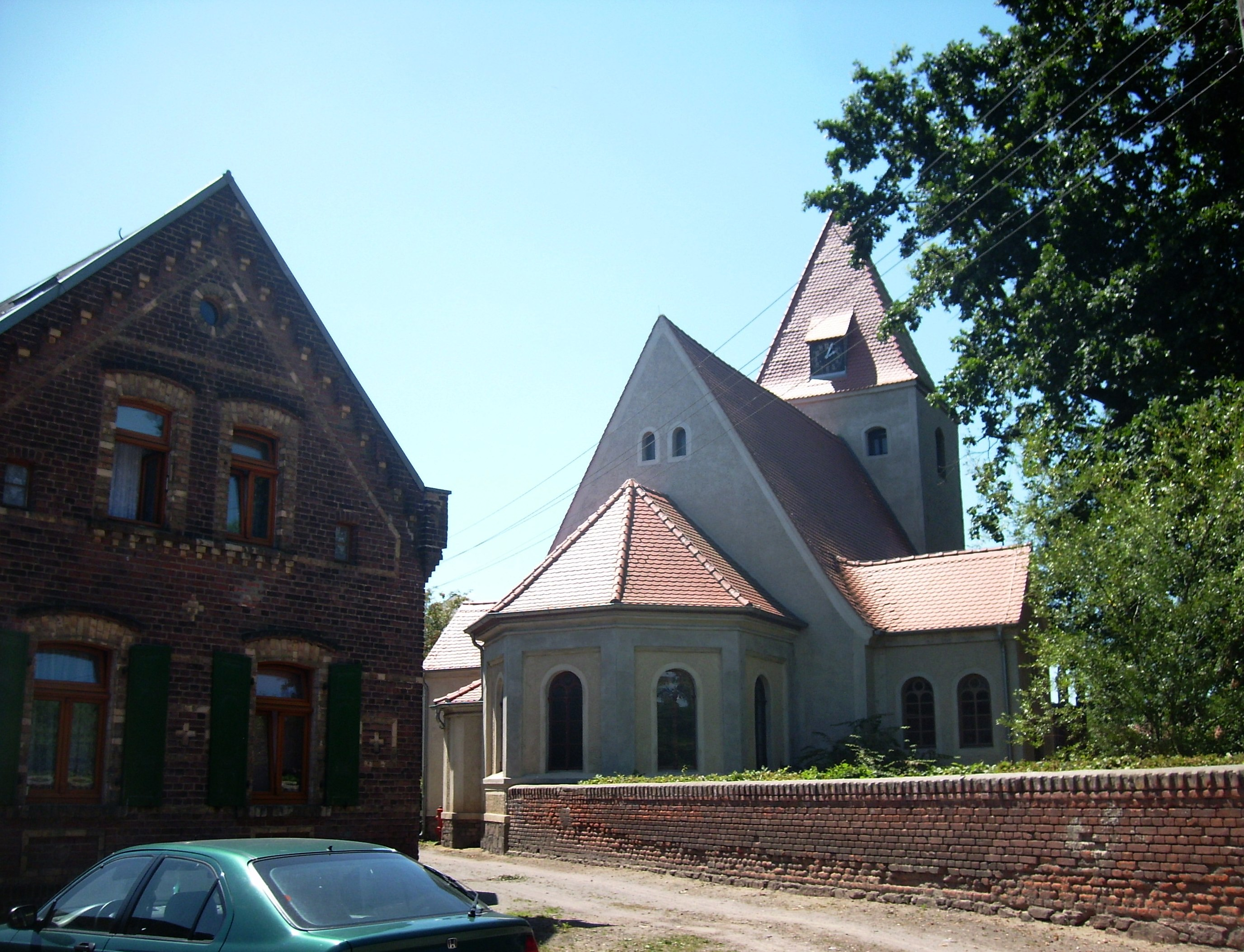
Kerk van Löberitz

Löberitz telt 1.107 inwoners.